# 치즈와 구더기
《치즈와 구더기》(이탈리아어: Il formaggio e i vermi)는 이탈리아 역사가 카를로 긴츠부르그가 1976년에 출판한 학술 저서이다. 이 책은 문화사, 심성사, 미시사의 주목할 만한 예다. 이 책은 "아마도 미시사 분야에서 가장 인기 있고 널리 읽혀지는 작품"일 것이다.
이 연구는 포르데노네 에서 북쪽으로 25km 떨어진 몬테레알레 마을 출신의 이탈리아 제분업자였던 도메니코 스칸델라(Domenico Scandella)로도 알려진 메노키오(1532~1599)의 독특한 종교적 신념과 우주기원론을 살펴본다. 그는 농민 계급 출신이지 학식 있는 귀족이나 문필가는 아니었다. 저자는 그를 대중 문화의 전통과 기독교 이전 자연주의 농민 종교의 전통에 두었다. 그의 노골적인 신념 때문에 그는 이단으로 선언되었고 로마 종교 재판 중에 화형에 처해졌다.